# Idioma nukuoro

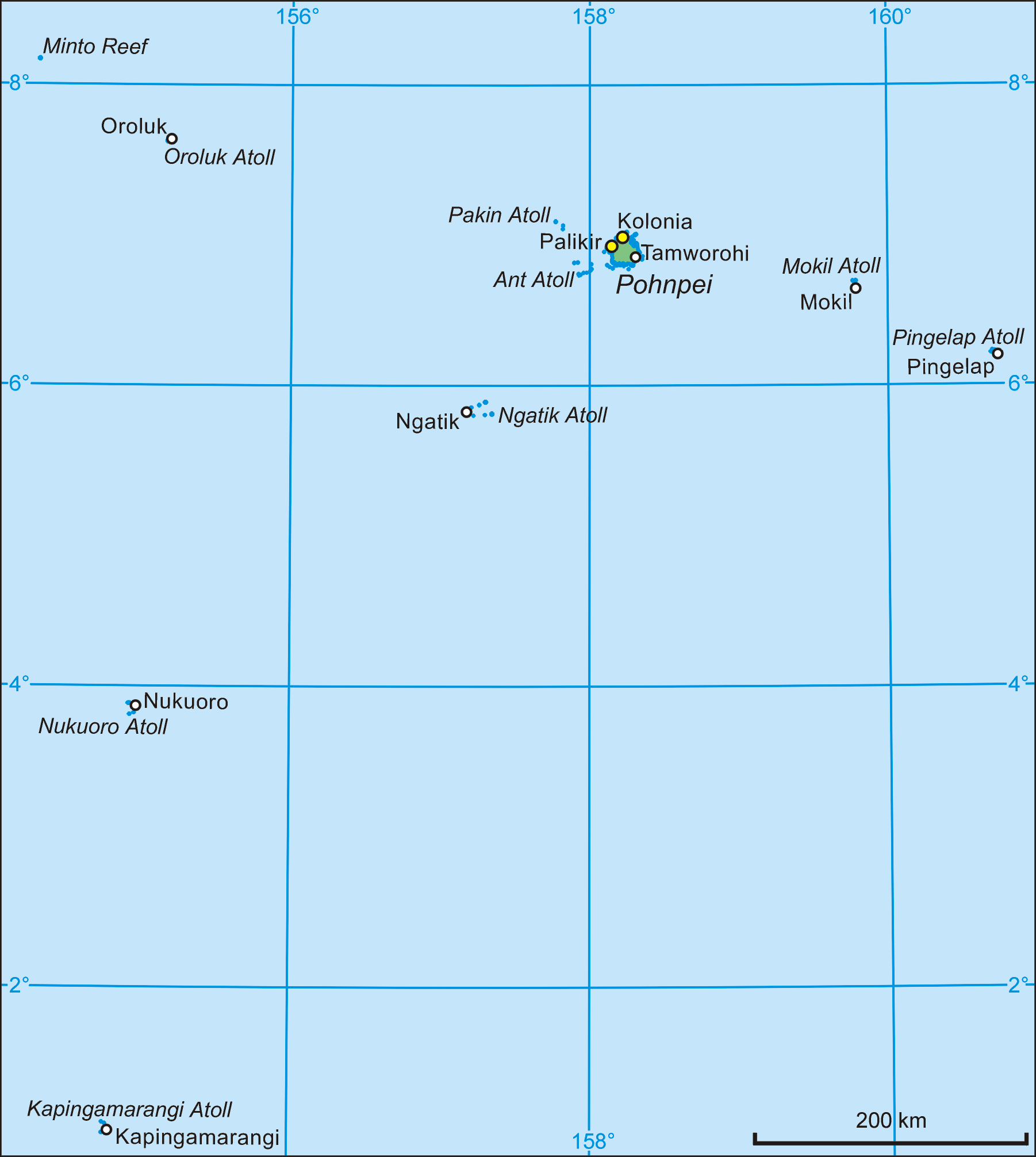
Mapa del estado de Pohnpei, Micronesia.

El idioma nukuoro es una lengua austronesia hablada por 300 personas en Nukuoro y por 400 en Pohnpei. Se encuentra emparentado en un 55% con el idioma kapingamarangi. 

## Sonido
El nukuoro utiliza el alfabeto latino 

## Estructura de la oración
La estructura de la oración puede adoptar las formas SVO (sujeto  + verbo  + objeto) o VSO (Verbo + sujeto + objeto)